# Benjamin Stoloff
Pour les articles homonymes, voir Stoloff.
Benjamin Stoloff est un réalisateur, producteur et scénariste américain né le 6 octobre 1895 à Philadelphie, Pennsylvanie (États-Unis), mort le 8 septembre 1960 à Hollywood (États-Unis).

## Filmographie

### comme réalisateur

#### Années 1920
- 1924 : On the Job
- 1924 : When Wise Ducks Meet
- 1924 : Stretching the Truth
- 1924 : In-Bad the Sailor
- 1924 : Stolen Sweeties
- 1924 : Roaring Lions at Home
- 1925 : Sweet Marie
- 1925 : Placide briseur de Cœurs (The Heart Breaker)
- 1925 : East Side, West Side
- 1926 : The Fighting Tailor
- 1926 : The Mad Racer (en)
- 1926 : Matrimony Blues (en)
- 1926 : It's a Pipe
- 1926 : The Canyon of Light
- 1927 : The Circus Ace
- 1927 : The Gay Retreat
- 1927 : Silver Valley
- 1928 : Mind Your Business
- 1928 : A Horseman of the Plains
- 1928 : Plastered in Paris
- 1928 : The Bath Between
- 1929 : Speakeasy
- 1929 : Protection
- 1929 : Happy Days
- 1929 : L'Affaire Burton (The Girl from Havana)

#### Années 1930
- 1930 : New Movietone Follies of 1930

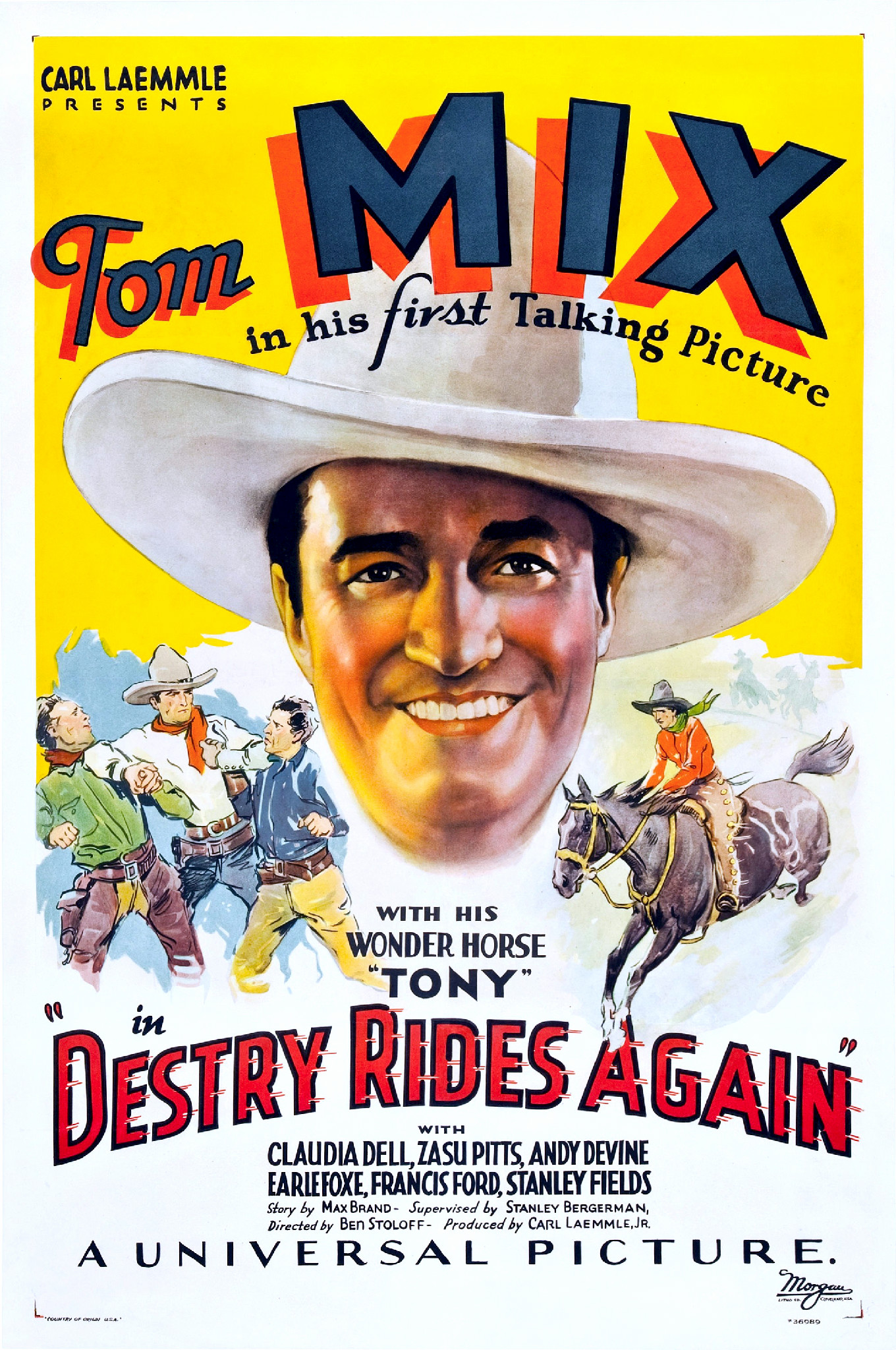
Affiche de Destry Rides Again (1932).

- 1930 : Soup to Nuts
- 1931 : Three Rogues
- 1931 : Goldie
- 1932 : Slide, Babe, Slide
- 1932 : Perfect Control
- 1932 : Just Pals
- 1932 : Destry Rides Again (en)
- 1932 : By Whose Hand?
- 1932 : Night Mayor
- 1932 : The Devil Is Driving
- 1933 : Obey the Law
- 1933 : Night of Terror (en)
- 1934 : Palooka
- 1934 : Transatlantic Merry-Go-Round (en)
- 1935 : Swellhead
- 1935 : To Beat the Band
- 1936 : Le Mystère de Mason Park (Two in the Dark)
- 1936 : Gardez-les sous les verrous (Don't Turn 'em Loose)
- 1937 : Les Démons de la mer (Sea Devils)
- 1937 : Super-Sleuth
- 1937 : Croisons le fer (Fight for Your Lady)
- 1938 : Radio City Revels
- 1938 : Ah ! ces vedettes ! (The Affairs of Annabel)
- 1939 : The Lady and the Mob

#### Années 1940
- 1940 : The Marines Fly High (en)
- 1941 : The Great Mr. Nobody (en)
- 1941 : Three Sons o' Guns
- 1942 : Secret Enemies
- 1942 : The Hidden Hand
- 1943 : The Mysterious Doctor
- 1944 : The Bermuda Mystery
- 1944 : Take It or Leave It
- 1946 : Johnny Comes Flying Home (en)
- 1947 : It's a Joke, Son!

#### Années 1950
- 1951 : Footlight Varieties
- 1959 : Home Run Derby (série TV)

### comme producteur

#### Années 1930
- 1931 : Goldie
- 1932 : No Greater Love

#### Années 1940
- 1941 : Law of the Tropics (en)
- 1941 : Jimmy s'en va-t-en guerre (You're in the Army Now)
- 1941 : The Body Disappears
- 1941 : Dangerously They Live
- 1945 : What a Blonde
- 1945 : Two O'Clock Courage
- 1945 : Zombies on Broadway
- 1945 : Radio Stars on Parade
- 1945 : Mama Loves Papa (en)
- 1947 : Born to Speed
- 1947 : The Devil on Wheels
- 1947 : The Big Fix
- 1947 : Gas House Kids Go West
- 1947 : Heartaches
- 1947 : L'Étalon rouge
- 1948 : The Cobra Strikes
- 1948 : L'Incroyable Monsieur X (The Amazing Mr. X)